# Вєсєннє-Аралчинський рудник
Вєсєннє-Аралчинський рудник – гірничодобувне підприємство, яке здійснює розробку транскордонного мідно-цинкового родовища, поклади якого знаходяться на території Актобінської області Казахстану та Оренбурзької області Росії.
Родовище відкрили на межі 1960-х – 1970-х років, проте до розпаду СРСР так і не ввели в експлуатацію. Враховуючи транскордонний характер родовища, його розробка стала можливою після укладання в 2014 році відповідної міжурядової угоди. Проект реалізує "Русская медная компания", яка у Казахстані діє через ТОО «Актюбинская медная компания».
Першим у 2017-му ввели в експлуатацію розташований на російській території поклад «Вєсєнній». Його розробка стартувала з кар’єру річною потужністю до 800 тисяч тон руди, при цьому роботи відкритим способом збирались завершити у 2024 році. Крім того, в 2021-му оголосили про початок будівництва тут шахти, яка пройде на 90 метрів нижче дна кар’єру та матиме річну потужність у 200 тисяч тон руди. 
Поклади «Контактовий» та «Центральний» знаходяться на казахській території та формують ділянку «Аралчинська». Тут видобуток почався в 2020-му та ведеться підземним способом, а річна потужність шахти становить 500 тисяч тон руди. 
Запаси руди у казахській частині родовища оцінюються у 8,1 млн тон. Призначені для підземної розробки запаси покладу «Вєсєнній» оцінюються як 1,3 млн тон руди, або 20% від загального обсягу.
Продукція покладу «Вєсєнній» відправляється на розташовану у Новоорському районі Гранітівську збагачувальну фабрику АТ «ОРМЕТ», а руда, видобута у Казахстані, надходить на Коктауську збагачувальну фабрику.